# Bearwardcote
Bearwardcote est une paroisse civile du Derbyshire, en Angleterre.